# 명남루총서
《명남루총서》(明南樓叢書)는 조선 시대 말기의 실학자이며, 과학 사상가인 최한기의 저작을 모은 책이다. 
이 책에는 《천기통》, 그리고 천문학과 세계 지리서인 《지구전요》, 저자의 자본주의적인 사상을 소개한 《기학》과 《추측론》이 들어 있다. 90권 14책이 전해져 내려오고 있으며, 저자가 1,000권을 집필했다는 설이 주장되고 있지만, 현재 이 책만 발견되었을 뿐이다. 한편, 민족문화연구소에서 이 책을 5책으로 간추려 발간한 적이 있다. 